# Flåvatn
Flåvatn (oder Flåvatnet) ist der Name eines Sees in den Kommunen Nome und Kviteseid in der norwegischen Provinz Telemark. Der See ist ein Teil des Telemarkkanals und gehört zum Flusssystem Skiensvassdraget.
Die drei miteinander verbundenen Seen Kviteseidvatnet, Bandak und Flåvatn haben durch die Aufstauung des Flåvatn (Hogga sluse) keinen Höhenunterschied.